# سيلوسيا
سيلوسيا او قطيفة (بالإنجليزية: Celosia)‏ هي جنس صغير من النباتات الصالحة للأكل والزينة في جنس القطيفة، الفصيلة القطيفية. تُعرف أنواعها بشكل شائع باسم أزهار الصوف، أو إذا كانت رؤوس الأزهار مُتوجة بالشمعلة، عرف الديك. تُعرف النباتات جيدًا في مرتفعات شرق إفريقيا وتُستخدم تحت اسمها السواحلي، مفونجو.

## التصنيف
الاسم العام مشتق من الكلمة اليونانية القديمة κήλεος (kḗleos)، التي تعني "حارق"، ويشير إلى رؤوس الأزهار الملونة الشبيهة باللهب.

## الاستخدامات

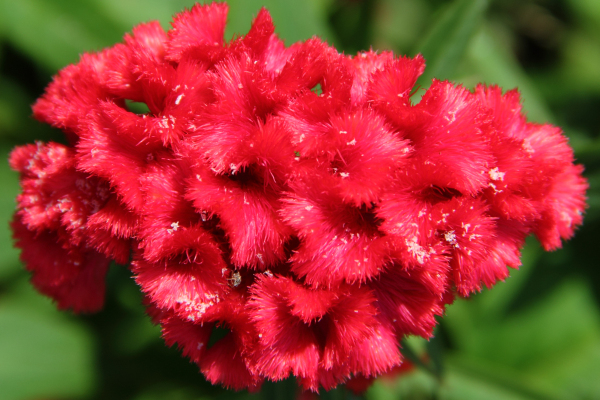
زهرة سيلوسيا كريستاتا

### كنبات حديقة
النبات حولي. يمكن أن يكون إنتاج البذور في هذه الأنواع مرتفعًا جدًا، 200-700 كجم للهكتار الواحد. قد تحتوي الأوقية الواحدة من البذور على ما يصل إلى 43000 بذرة. يمكن أن يزن ألف بذرة 1.0-1.2 جرام. اعتمادًا على الموقع وخصوبة التربة، يمكن أن يستمر الإزهار من 8 إلى 10 أسابيع.

يعتبر كل من سيلوسيا أرجينتيا (عرف الديك) وسيلوسيا كريستاتا من نباتات الزينة الشائعة في الحدائق.

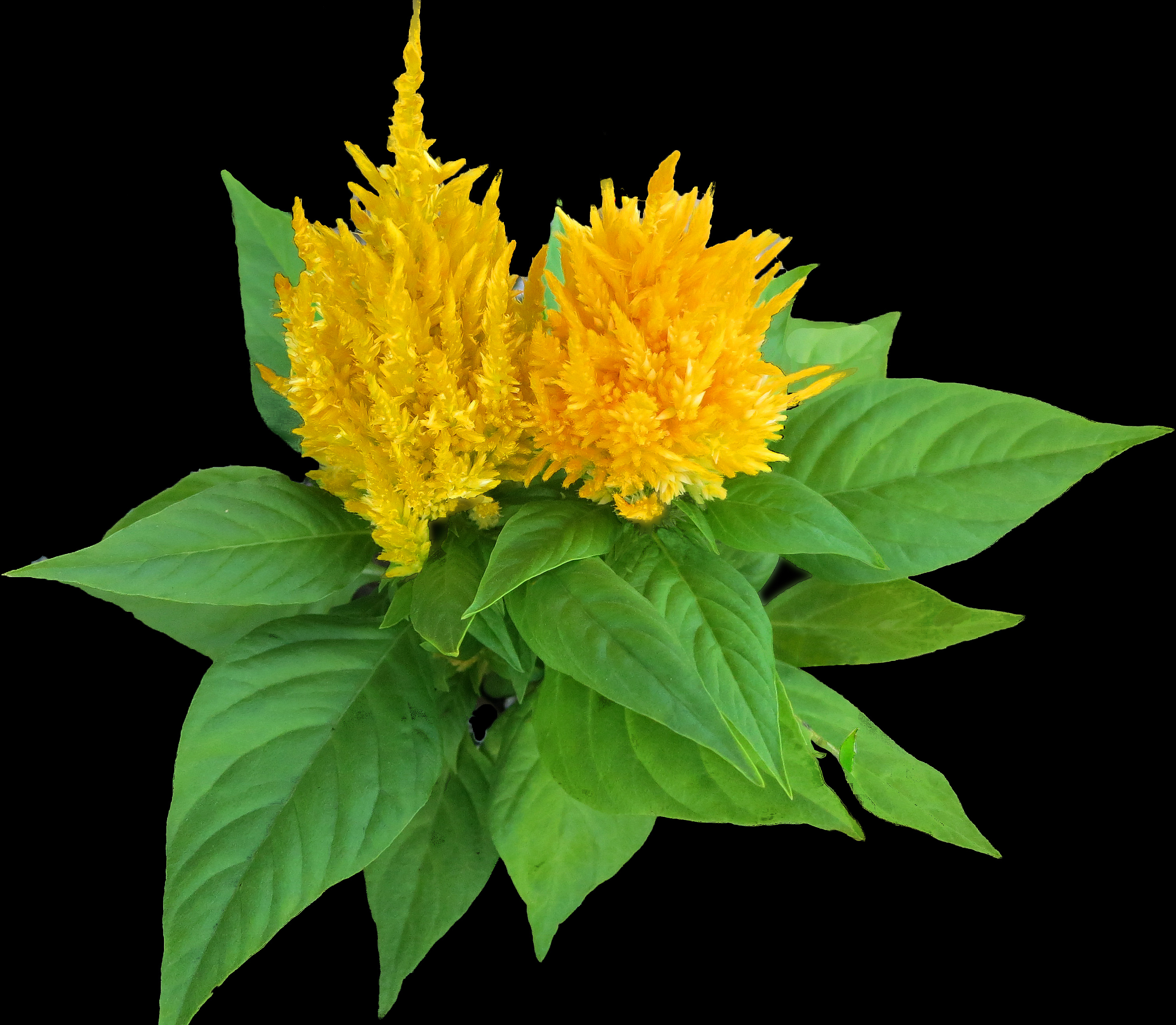
زهرة الصوف أو زهرة الديك - سيلوسيا بلوموسا

### كغذاء
عرف الديك المتغيرة الفضية أو سبانخ لاغوس (المعروفة أيضًا باسم عشب السمان، سوكو، سيلوسيا، عرف الديك الريشي) هي خضروات ورقية سنوية عريضة الأوراق. تنمو على نطاق واسع في جميع أنحاء المكسيك، حيث تُعرف باسم "زهرة المخمل"، وشمال أمريكا الجنوبية، وأفريقيا الاستوائية، وجزر الهند الغربية، وجنوب وشرق وجنوب شرق آسيا حيث تُزرع كنبات بري أصيل أو متجنس، وتُزرع كخضروات ورقية خضراء مغذية. إنها وجبة تقليدية في دول وسط وغرب إفريقيا، وهي واحدة من الخضروات الورقية الخضراء الرائدة في نيجيريا، حيث تُعرف باسم "سوكو يوكوتو"، بمعنى "اجعل الأزواج سمينين وسعداء". في إسبانيا تُعرف باسم "عرف الديك" بسبب مظهرها.
كحبوب، تُعتبر السيلوسيا من الحبوب الزائفة، وليست حبوبًا حقيقية.
تُستخدم هذه الأوراق والسيقان الصغيرة والنورات الصغيرة في اليخنة، لأنها تنضج بسهولة في الطهي. تتميز الأوراق أيضًا بملمس ناعم وطعم خفيف يشبه السبانخ.

## الزراعة
على الرغم من أصلها الأفريقي (وهو ادعاء لا يخلو من خلاف)، تُعرف السيلوسيا كغذاء في إندونيسيا والهند. علاوة على ذلك، قد تُستهلك على نطاق أوسع في المستقبل، خاصة في المناطق الحارة والتي تعاني من سوء التغذية في المنطقة الاستوائية. في هذا الصدد، اُشيد بها بالفعل باعتبارها الخضروات المنشودة التي "تنمو كالأعشاب الضارة دون أن تتطلب كل الرعاية المحبة التي يبدو أن الخضروات الأخرى تحتاجها"؛ قال أحد الأشخاص عن تجربته في زراعتها ما يلي: "في كل مكان جربتها فيه، تنمو دون أي جهد. لم نواجه أي مشاكل تتعلق بالأمراض وأضرار طفيفة جدًا من الحشرات. تعيد زرع نفسها بوفرة ونمت نباتات جديدة في المنطقة المجاورة مباشرة".
تنمو بشكل جيد في المناطق الرطبة وهي النبات الورقي الأكثر استخدامًا في نيجيريا. تنمو في موسم الأمطار وتنمو جيدًا بينما تستسلم النباتات الأخرى للعفن والأمراض الأخرى مثل العفونة. على الرغم من كونها نباتًا بسيطًا للغاية، إلا أن السيلوسيا تحتاج إلى رطوبة معتدلة في التربة.

## الرمزية الثقافية
يُعرف جنس نبات السيلوسيا أيضًا كرمز ثقافي مهم في سيبو، الفلبين. أعلنت الحكومة المحلية لمدينة سيبو، جنبًا إلى جنب مع مؤسسة سينولوغ المدمجة (SFI)، زهرة السيلوسيا كزهرة رسمية لمهرجان سينولوغ، وهو أكبر مهرجان في الفلبين يُقام تكريمًا للطفل القدّيس (سانتو نينيو) في كل يوم أحد ثالث من شهر يناير. كان سبب هذه الخطوة هو أن ألوان الأزهار، التي هي في الغالب حمراء وصفراء، تشبه ألوان الرداء والتاج وغيرها من الشعارات الملكية ليسوع الطفل. لا تزال أزهار السيلوسيا (عرف الديك) تُزرع موسميًا في حديقة سيراو، الواقعة في بارانجاي سيراو، مدينة سيبو.

## الأنواع
- سيلوسيا أرجنتينا (عرف الديك)، لينيوس.
- سيلوسيا كريستاتا، لينيوس.
- سيلوسيا فلوريبوندا، أ. جراي
- سيلوسيا إيزرتي، سي سي تاونز.
- سيلوسيا ليبتوستاشيا، بينث.
- سيلوسيا نيتيدا، فاهل.
- سيلوسيا أودوراتا، تي كوك.
- سيلوسيا بالميري، إس واتسون.
- سيلوسيا سبيكاتا، لينيوس.
- سيلوسيا تريجينا، لينيوس.
- سيلوسيا فيرجاتا، جاك.
- سيلوسيا وايتي، دبليو إف جرانت.[12]

### كانت مصنفة سابقًا هنا
- شاميسوا ألتيسيما، (جاك.) كونث (باعتبارها سيلوسيا تومينتوسا، هومب. وبونبل. سابقا شولت)
- ديرينجيا أمارانثويدس، (لام.) مير. (باعتبارها سيلوسيا باكاتا، ريتز)
- ديرينجيا بوليسبيرما، (روكسب) موك. (باعتبارها سيلوسيا بوليسبيرما، روكسب)
- أيريسين ديفوسا، همب وبونبل. سابقا ويلد. (باعتبارها سيلوسيا بانيكولاتا، لينيوس)[13]

## الصور

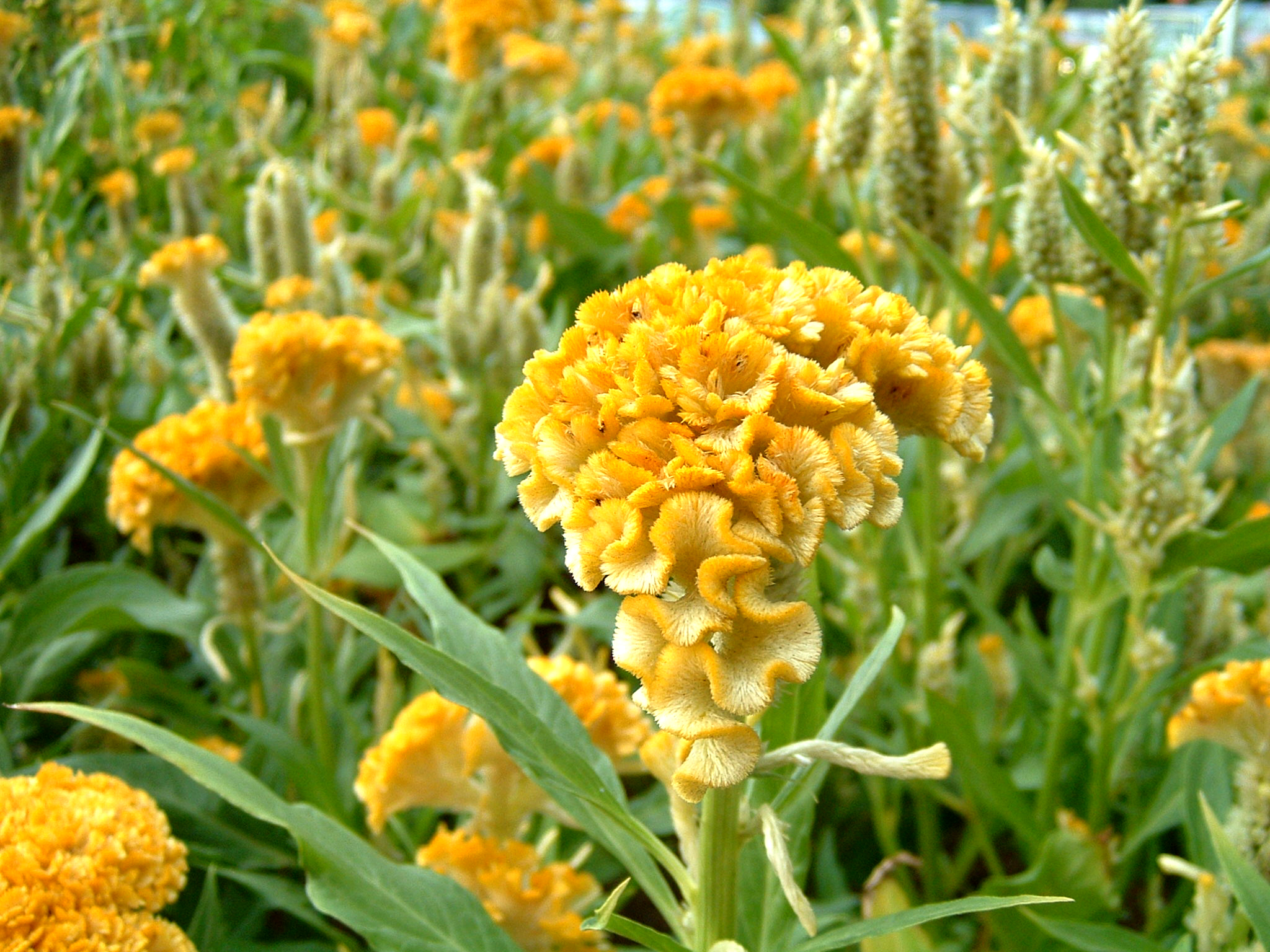
سيلوسيا كريستاتا. الاسم الشائع مصارع الثيران الأصفر.
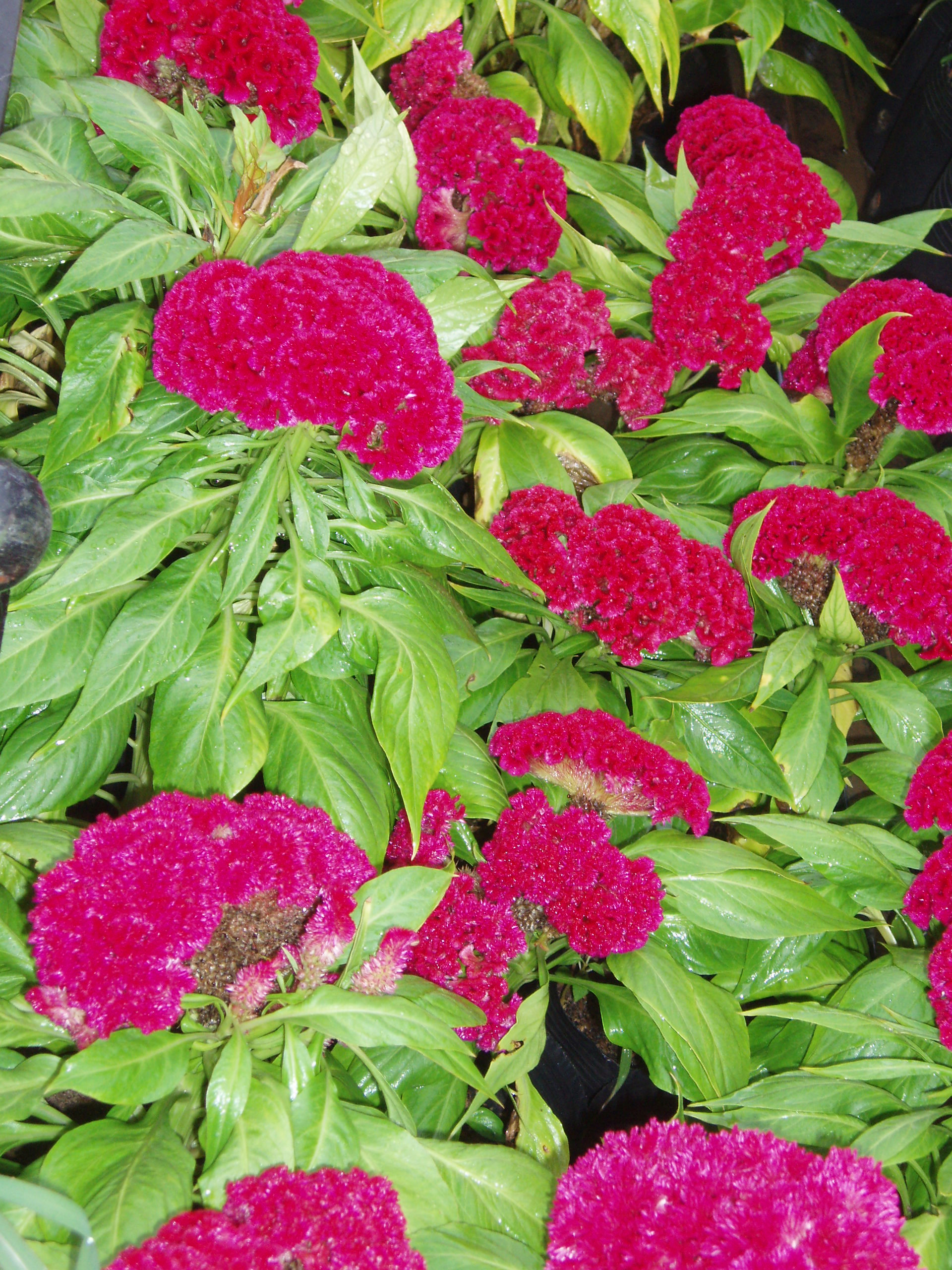
عرف الديك الأحمر
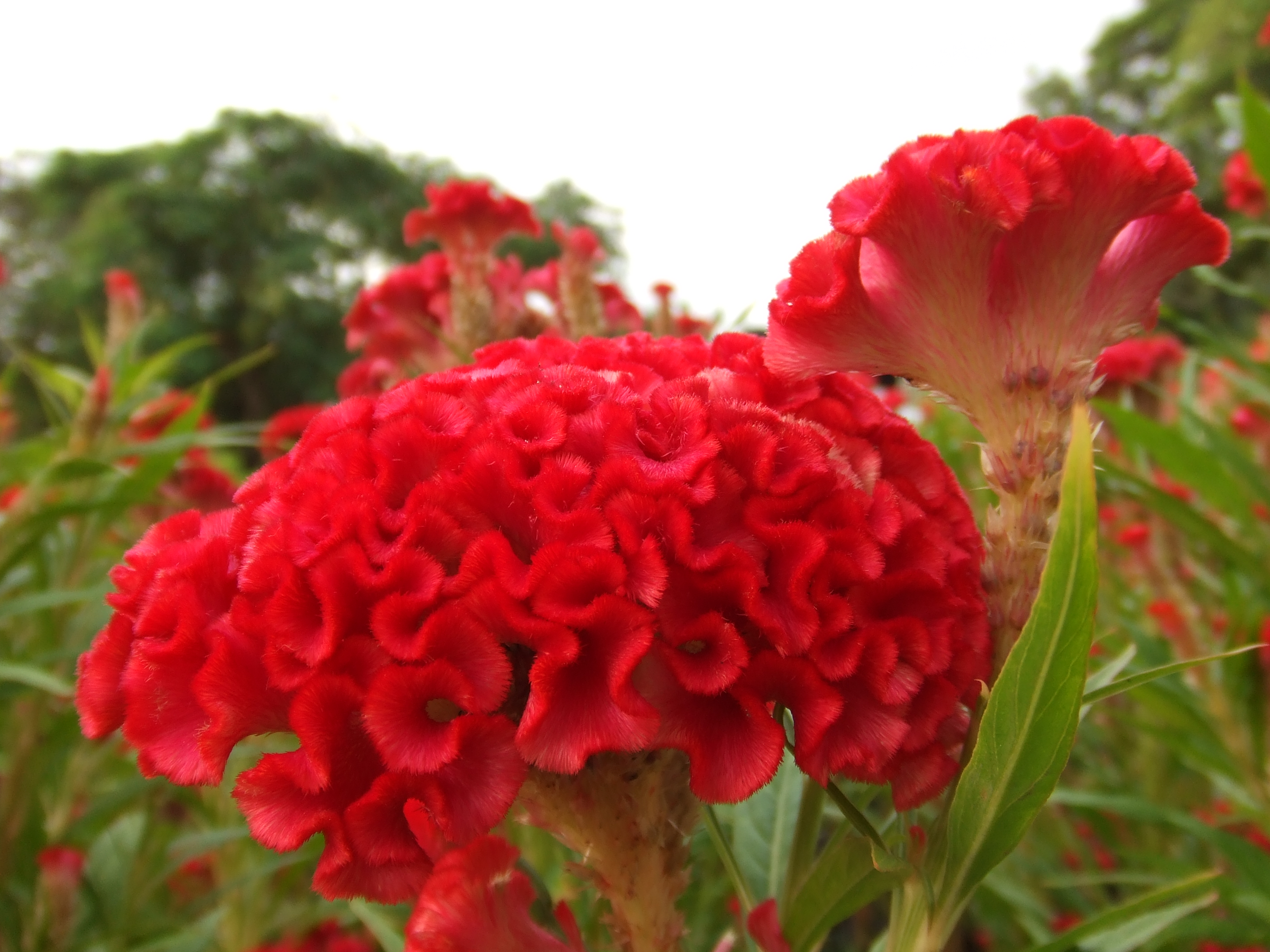
منظر قريب لعرف الديك الأحمر
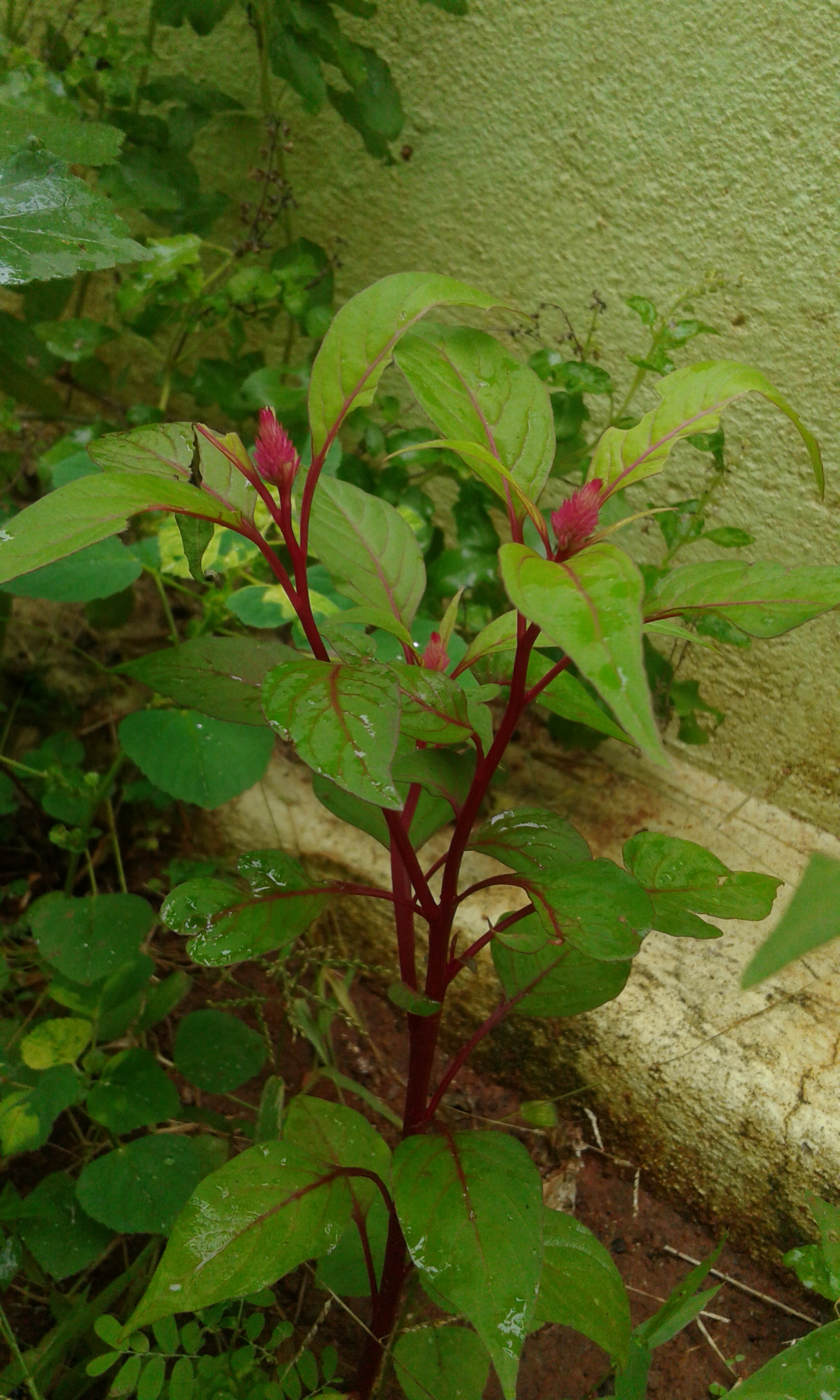
زهرة السيلوسيا
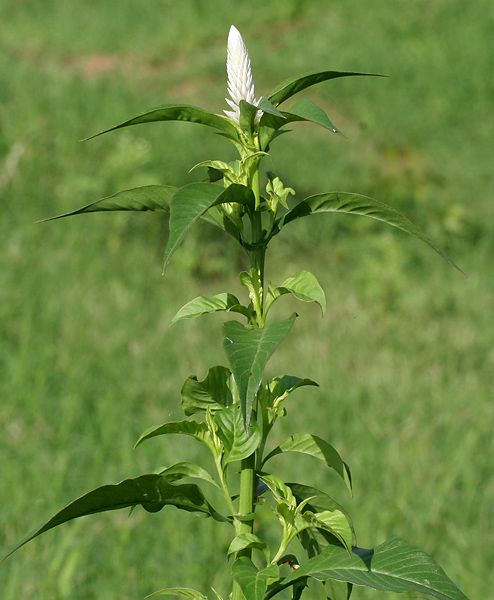
عرف الديك الفضي سيلوسيا أرجنتينا
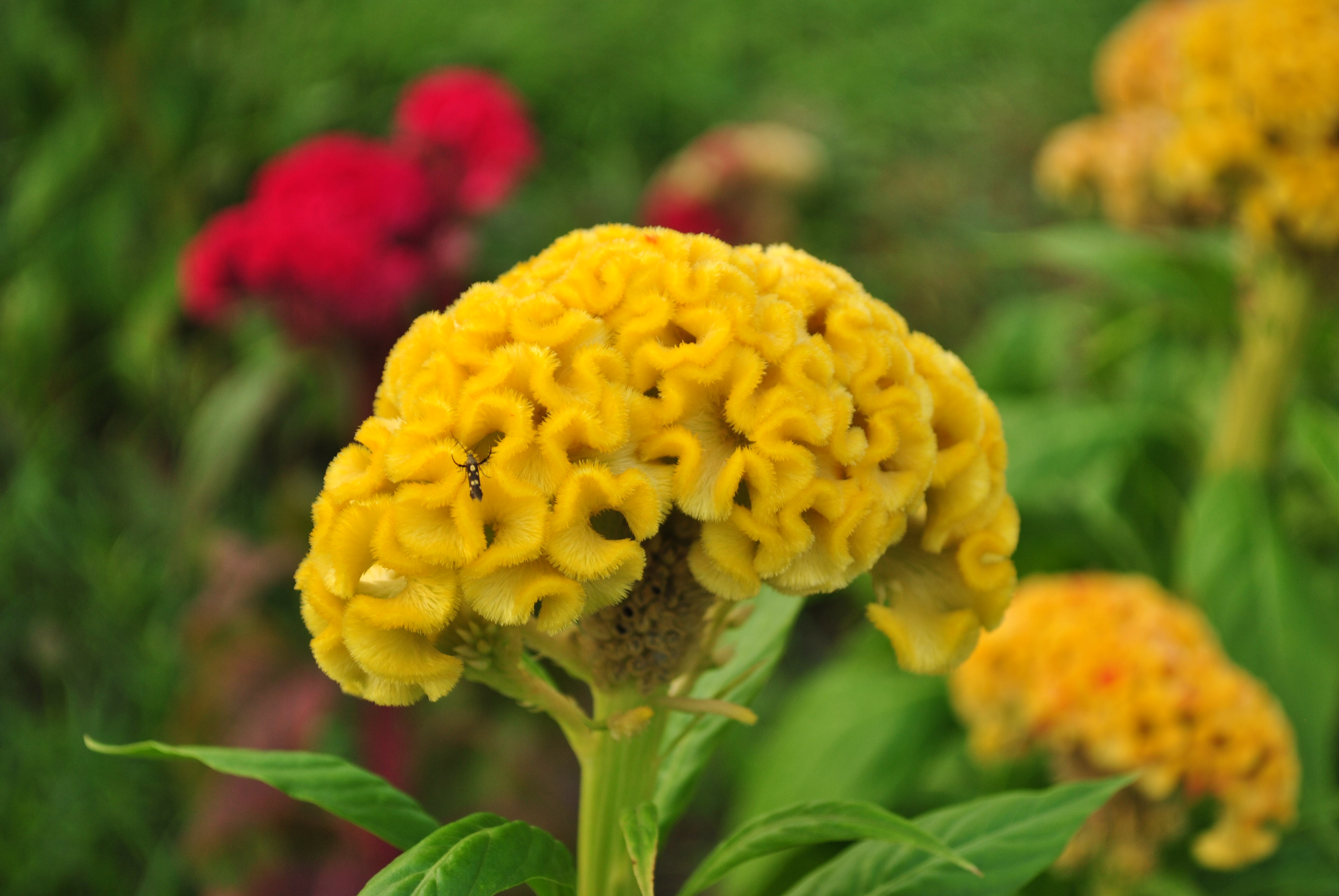
سيلوسيا كريستاتا
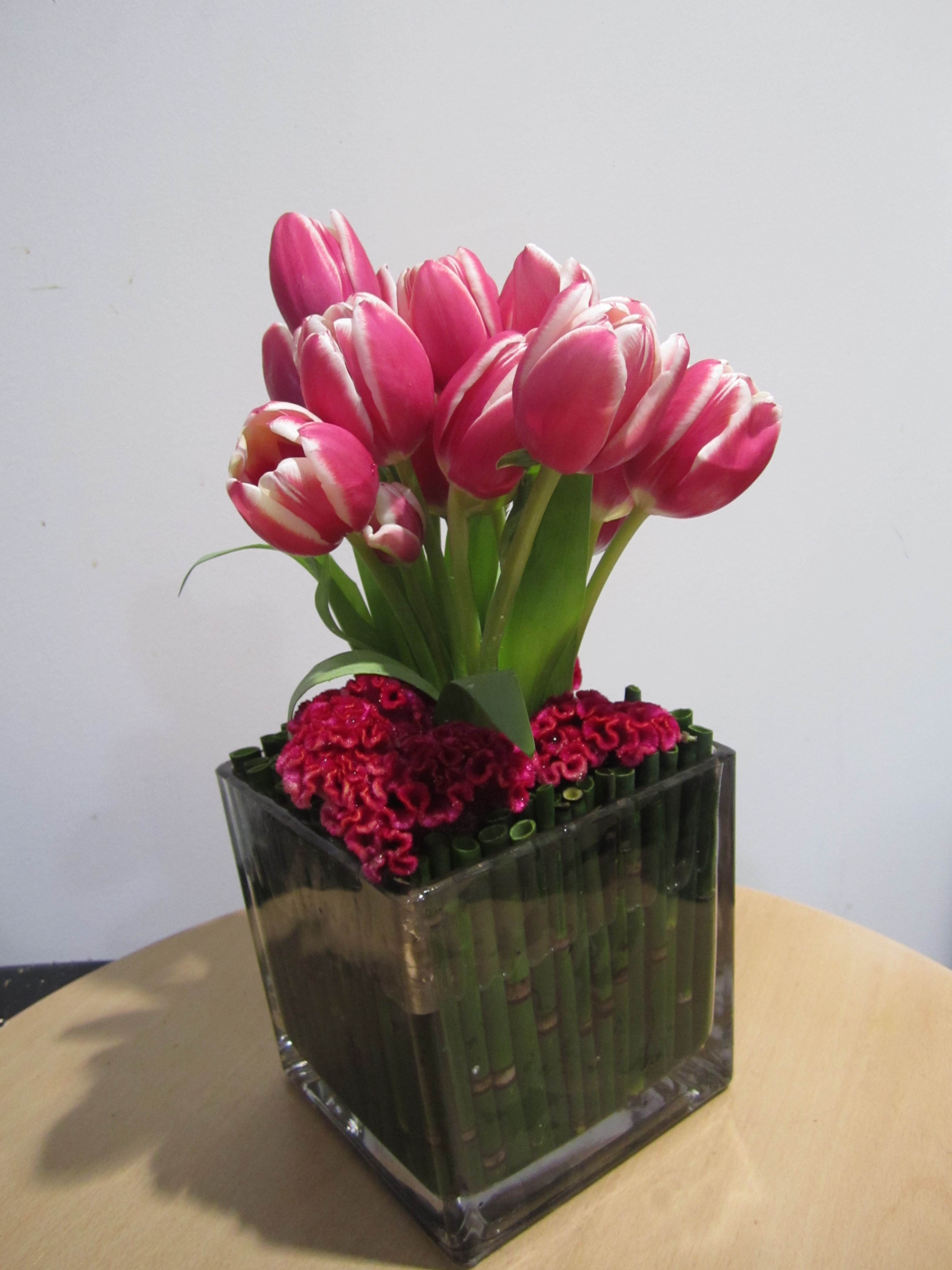
سيلوسيا كوكسكومب
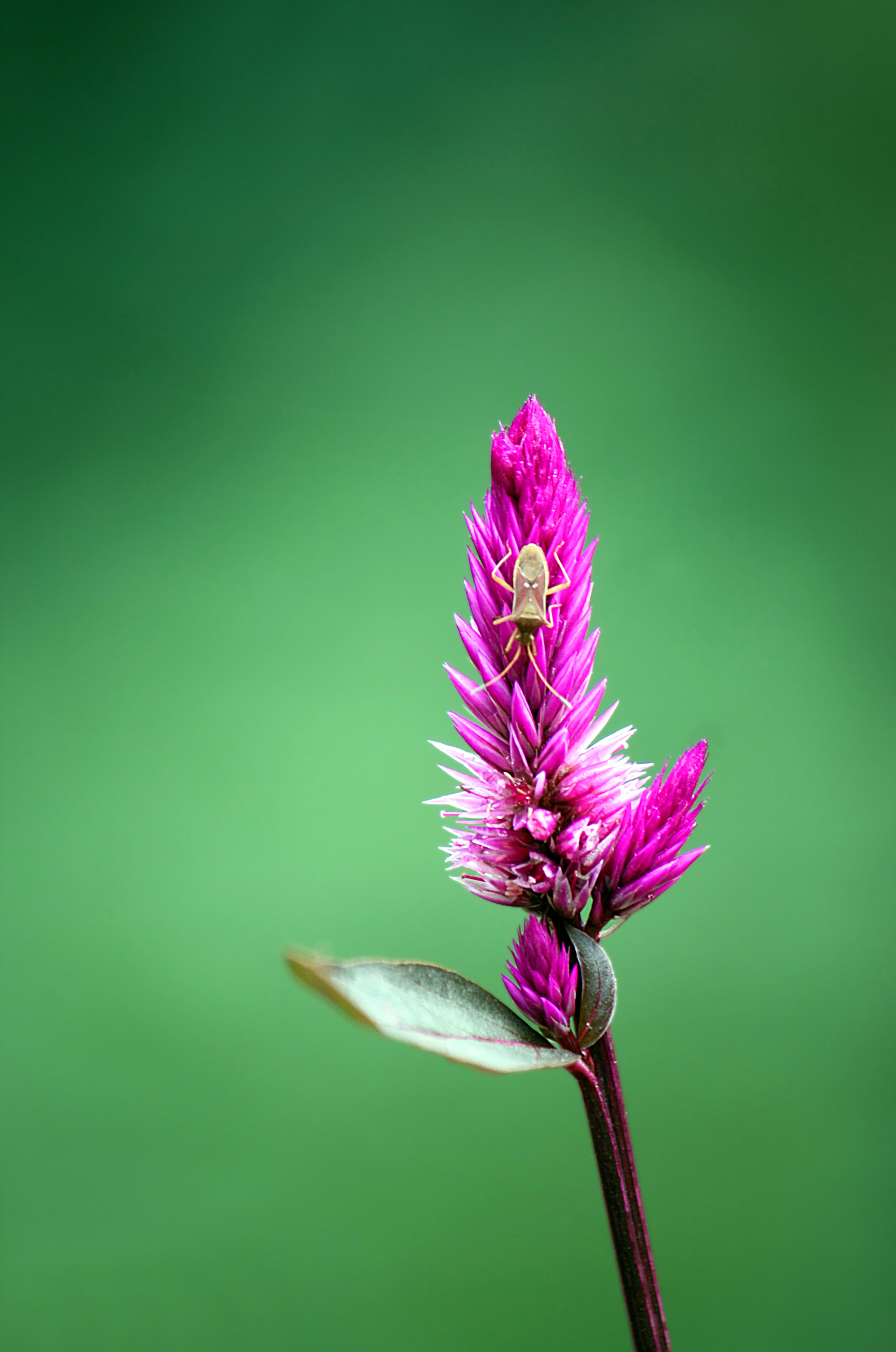
زهرة نبات عرف الديك المريشة وحشرة
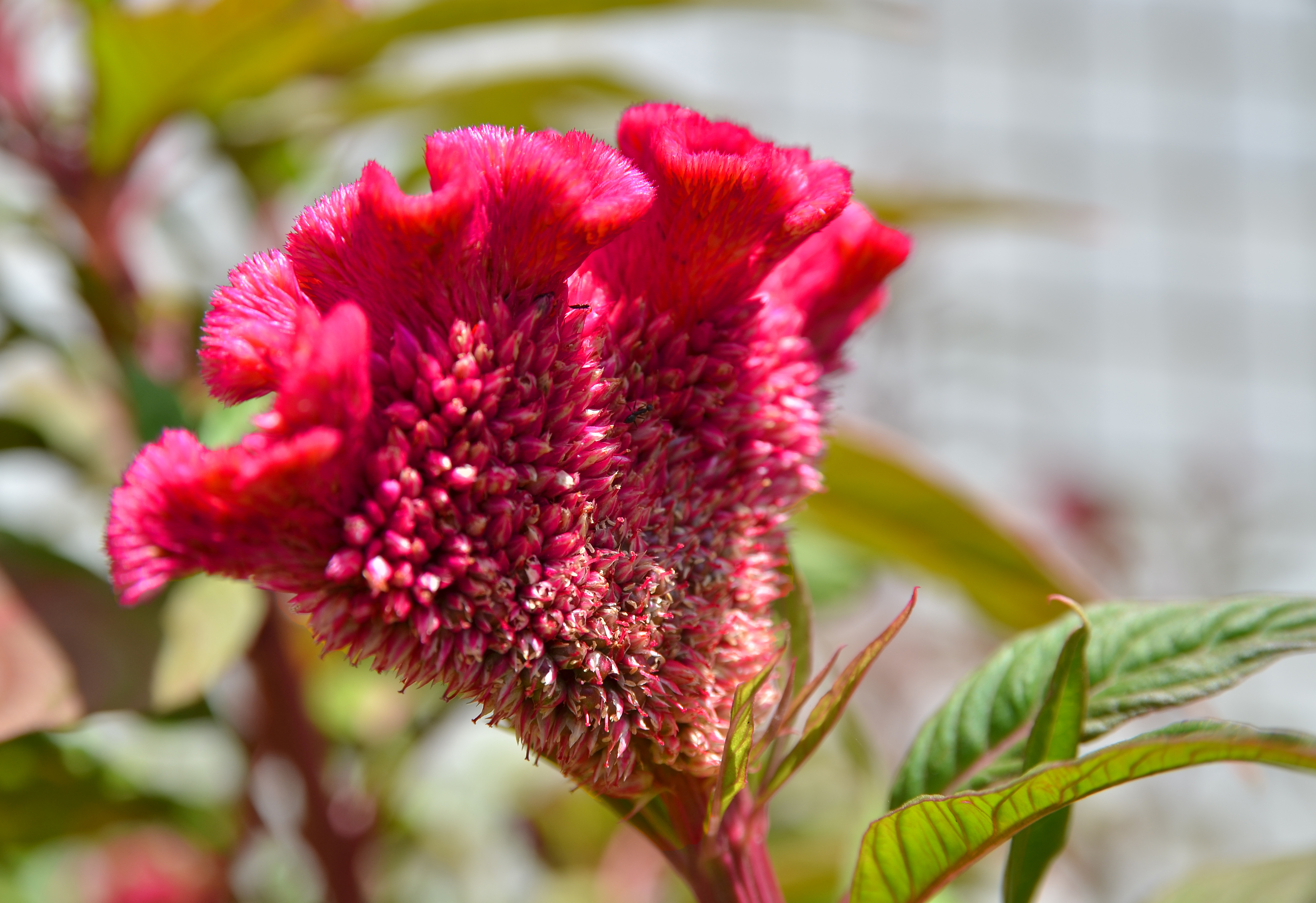
سيلوسيا كريستاتا (عرف الديك)